# Hermilo Borba Filho
Hermilo Borba Filho (Palmares, 8 de julho de 1917 — Recife, 2 de junho de 1976) foi advogado, escritor, crítico literário, jornalista, romancista, dramaturgo, diretor, teatrólogo e tradutor brasileiro.

## Biografia
Nasceu no Engenho Verde, município de Palmares, zona da Mata Sul de Pernambuco e formou-se como Bacharel em ciências jurídicas e sociais pela Faculdade de Direito do Recife. Destacou-se no teatro e como escritor, escrevendo e publicando sete romances, três livros de contos, duas novelas, doze pesquisas e ensaios e mais de uma dezena de traduções (Tulio Carella, Aretino, Marquês de Sade, Leon Tolstoi, Calderon de La Barca, Jorge Luís Borges, entre outros), além de vinte e três peças, das quais apenas 7 foram publicadas em vida. Teve peças encenadas em todo o Brasil e no exterior (Argentina, Chile, Uruguai, Portugal, Suíça, Holanda, Alemanha, Noruega e Finlândia).
Também atuou no Grupo Gente Nossa, dirigido por Samuel Campelo, como ator e técnico. Quando estudante de Direito, fundou, com seu grande amigo Ariano Suassuna, o Teatro do Estudante de Pernambuco (TEP), em 1946, mas o TEP fechou as portas em 1953.
Em 1940, quando Valdemar de Oliveira criou o Teatro de Amadores de Pernambuco, fez traduções de peças teatrais para a nova companhia teatral. Em setembro de 1947 iniciou a coluna Fora de Cena no Jornal 'Folha da Manhã do Recife. Entre 1952 e 1957 viveu em São Paulo onde escreveu críticas de teatro para os jornais Última Hora e Correio Paulistano e para a Revista Visão. Como jornalista, foi também um dos diretores da revista "Visão" e trabalhou nos jornais "Última Hora" e "Correio Paulistano". Anos depois fez parte do Conselho Editorial do histórico semanário paulista "Movimento". Ainda em São Paulo, integrou a Comissão Estadual de Teatro.
Em 1958, retornou ao Recife, fundando, com Ariano Suassuna e outros amigos, o Teatro Popular do Nordeste (TPN). Em 1960, junto com Alfredo de Oliveira, fundou e dirigiu por algum tempo o Teatro de Arena do Recife, trabalhando ao lado de José Carlos Cavalcanti Borges, Gastão de Holanda, Aldomar Conrado, Leda Alves e Capiba. Pelo envolvimento com o Movimento de Cultura Popular (MCP), junto com Paulo Freire, e sua simpatia pelo Partido Comunista, sofreu perseguição política.
Borba Filho é uma figura sui generis na literatura brasileira dos anos 1960: homem de esquerda, evitou em sua literatura o viés do documentário político-sociológico. Sua obra, principalmente a tetralogia "Um Cavalheiro da Segunda Decadência" - e especialmente o romance "O Cavalo da Noite", discorre sobre a vida de um intelectual nordestino vivendo na São Paulo dos anos 50 o choque cultural, a boemia e as confissões sexuais. Essas características particulares, em obra de forte cunho memorialístico e autobiográfico, fazem Borba Filho ser comparado, em sua escrita, ao dramaturgo norte-americano Henry Miller, autor, aliás, a quem ele dedicou um ensaio biográfico.
Em 2007, foram reeditadas 12 de suas peças, a Coleção Teatro Selecionado, pela Fundação Nacional da Arte (Funarte). Borba Filho se destacou, ao lado de Ariano Suassuna, como um dos grandes pesquisadores da cultura popular nordestina.
Em sua homenagem, foi instituída, em 1983, pela Prefeitura dos Palmares (PE), sua cidade natal, a Fundação Casa da Cultura Hermilo Borba Filho. E, no Recife, foi criado, em 1988, pela Prefeitura da Cidade do Recife, o Centro de Formação das Artes Cênicas APOLO-HERMILO, formado pelo Teatro Hermilo Borba Filho e Teatro Apolo.

## Diretor de montagens teatrais
- Companhia Nydia Lícia - Sérgio Cardoso
- Companhia Cacilda Becker
- Grupo Stúdio Teatral
- Teatro Paulistano de Comédia.
- Sociedade de Cultura de Palmares (1935)
- Teatro de Amadores de Pernambuco (TAP)
- Teatro Universitário de Pernambuco (TUP)
- Teatro Operário do Recife
- Teatro do SESI
- Centro de Comunicações do Nordeste (CECOSNE)
- Teatro Popular do Nordeste
- Teatro de Arena do Recife

## Peças teatrais
- Primerose[1]
- A felicidade
- Parentes da ocasião
- O presidente da república
- Círculo encantado
- Vidas cruzadas
- João sem terra
- O vento do mundo
- Cabra cabriola
- A barca de ouro
- Os bailarinos
- Três cavalheiros a rigor
- As moscas
- O bom samaritano
- Electra no circo
- O cabo fanfarrão
- Donzela Joana
- Sobrados e mocambos

## Romances
- Os Caminhos da solidão. José Olympio Editora, Rio de Janeiro, 1957. Fundação Casa da Cultura Hermilo Borba Filho e Editora Mercado Aberto, Palmares-PE / Porto Alegre - RS, 2a. edição, 1983.[2]
- Sol das almas. Editora Civilização Brasileira, Rio de Janeiro, 1964. Editora Três, São Paulo, 2a.edição, 1974.
- Margem das lembranças. Um Cavalheiro da Segunda Decadência - I. Editora Civilização Brasileira, Rio de Janeiro, 1966. Editora Mercado Aberto, RS, 2a. edição, 1993
- A porteira do mundo. Um Cavalheiro da Segunda Decadência - II. Editora Civilização Brasileira, Rio de Janeiro, 1967. Editora Mercado Aberto, Porto Alegre, RS, 2a. edição, 1994)[2]
- O Cavalo da Noite. Um Cavalheiro da Segunda Decadência - III. Editora Civilização Brasileira, Rio de Janeiro, 1968. Editora Círculo do Livro, São Paulo, 2a. edição, 1975.
- Deus no pasto. Um Cavalheiro da Segunda Decadência - IV. Editora Civilização Brasileira, Rio de Janeiro, 1972.
- Agá. Ilustrações de José Cláudio. Editora Civilização Brasileira, Rio de Janeiro, 1974)

## Contos
- O General está Pintando. Editora Globo, Porto Alegre, RS, 1973.
- Sete Dias a Cavalo. Editora Globo, Porto Alegre, RS, 1975.
- As Meninas do Sobrado. Editora Globo, Porto Alegre, RS, 1976 / publicação póstuma.
- As pernas daquela moça

## Novelas
- História de um Tatuetê. O Gráfico Amador, Recife, 1968. Edições Bagaço / Nordestal Editora, Recife, 2a. edição, 1993.
- Os Ambulantes de Deus Editora Civilização Brasileira, Rio de Janeiro, 1976 / publicação póstuma

## Livros do autor
- Teatro. Recife: TEP, [19--?]. 406p.
- Duas conferências: Teatro: arte do povo reflexões sobre a mise-en-scène. Recife: Prefeitura Municipal, 1947. 46p. Em colaboração com Arruda Câmara e Jerônimo Gueiros.
- Hermilo Borba Filho. História do Teatro. Rio de Janeiro: Ed. Casa do Estudante do Brasil, 1950
- Teoria e prática do teatro: antologia. São Paulo: Agência Ed. Íris, 1960. 318p. Organizador.
- Diálogo do encenador. Recife: Imprensa Universitária, 1964. 128p.
- Sol das almas. Rio de Janeiro: Civilização Brasileira, 1964. 231p.
- Apresentação do bumba-meu-boi. Recife: Imprensa Universitária, 1966. 174p. il. [21/99;
- Arte popular do Nordeste. Recife: Prefeitura do Recife, Secretaria de Educação e Cultura, 1966. 112p. il. Coordenador.
- A donzela Joana: teatro. Petrópolis: Vozes, 1966. 127p. (Diálogo da Ribalta, 15).
- Espetáculos populares do Nordeste. São Paulo: DESA, 1966. 168p. il. inclui bibliografia.(Buriti, 10).
- Fisionomia e espírito do mamulengo: (o teatro popular do Nordeste). São Paulo: Companhia Editora Nacional, 1966. 295p. il. (Brasiliana, 332).
- Um cavalheiro da segunda decadência: III – o cavalo da noite. Rio de Janeiro: Civilização Brasileira, 1968. 251p.
- Orilla de los recuerdos: un caballero de la segunda decadência, I. [S.l.]: Ediciones de la Flor, 1969. (s.p.).
- Cerâmica popular do Nordeste. Rio de Janeiro: Campanha de Defesa do Folclore Brasileiro, 1969. 204p. il. (Folclore brasileiro, 4). Em colaboração com Abelardo Rodrigues.
- Um cavalheiro da segunda decadência IV: Deus no pasto. Rio de Janeiro: Civilização Brasileira, 1972. (s.p.).
- Sobrados e mocambos: (uma peça segundo sugestões da obra de Gilberto Freyre nem sempre seguidas pelo autor). Rio de Janeiro: Civilização Brasileira, 1972. 167p.
- O general está pintando: novelas. Porto Alegre: Globo, 1973. 136p. (Coleção sagitário).
- Os ambulantes de Deus: novela. Rio de Janeiro: Civilização Brasileira, 1976. 145p. (Coleção Vera Cruz, 221). [MAURO MOTA LIT – 1785]
- As meninas do sobrado. Porto Alegre: Globo, 1976. 127p. [MAURO MOTA LIT – 1654]

## Revistas - números especiais sobre o autor
- Revista Moringa de Teatro e Dança. João Pessoa: Departamento de Artes Cênicas da UFPb. Número Especial sobre Hermilo Borba Filho. Junho de 2007. ISSN 1980-8384.